# Frankestraat
De Frankestraat is een straat in de Binnenstad van Haarlem. De straat loopt vanaf de Anegang richting de Gedempte Oude Gracht en Klein Heiligland. De straat loopt parallel aan de oostelijk gelegen Schagchelstraat. De Peuzelaarsteeg verbindt de straat de westelijk gelegen winkelstraat de Grote Houtstraat. 
De straat wordt voor het eerst vermeld in 1368, en werd voorheen ook wel de Frankensteghe, zowel met de letter F als de letter V gespeld. De straat is vernoemd naar een familienaam.
Ook de brug die de Gedempte Oude Gracht voor zijn demping in 1859 overspande ontleende zijn naam aan deze familienaam. Deze brug heette dan ook de Frankebrug, die aan het einde van de gelijknamige straat lag.
De straat ligt binnen een autoluw gebied, aan de zuidzijde is de straat afgesloten met een beweegbare bollard. De straat is toegankelijk voor voetgangers en fietsers. Tussen 6.00 en 11.00 is laden en lossen toegestaan. Snorfietsen en motorvoertuigen breder dan 2,2 m en of langer dan 6,5 m zijn niet toegestaan.

## Monumenten
In de Frankestraat bevinden zich 15 rijksmonumenten en 3 gemeentelijke monumenten. Waaronder de rijksmonumentale Grote vermaning, een 17e-eeuwse schuilkerk van de Doopsgezinden. Sinds 1717 bevindt zich een poort naar deze kerk in de Frankestraat.